# Amber L. Hollibaugh
Amber Lynne Hollibaugh, née le 20 juin 1946 à Bakersfield en Californie et morte le 20 octobre 2023 à Brooklyn dans l'État de New York, est une écrivaine, cinéaste et militante féministe américaine.

## Biographie
Elle est la fille d'un père rom d'origine espagnole et d'une mère irlandaise. Elle se définit comme une lesbienne survivante de l'inceste et comme un white trash qui assume son statut d'enfant gitane et d'ex-prostituée. Elle est cinéaste, féministe, politicienne de gauche, conférencière et journaliste. Elle est actuellement directrice exécutive par intérim de la Queers for Economic Justice (abrégé en QEJ) à New York. 
Elle est l'ancienne directrice générale des services aux femmes âgées et LGBTI au Centre de santé Howard Brown de Chicago. Elle a été directrice de la section éducation, mais aussi du plaidoyer pour le renforcement de la communauté au Services & Advocacy for LGBT Elders, littéralement le « Services et défenses des droits des personnes LGBT âgées » (abrégé en SAGE), un programme new-yorkais dédié à l'appui des communautés LGBT+. 
En 1970, Amber Hollibaugh était la dirigeante du mouvement canadien pour le droit à l'avortement. En 1978, elle a été la cofondatrice avec Allan Bérubé et d'autres du San Francisco Lesbian and Gay History Project. En 1982, elle a été conférencière à la conférence Barnard sur la sexualité de 1982, un événement important qui est surtout connu sous le nom de Feminist Sex Wars. Elle a écrit sur la marginalisation qu'elle a connue en tant qu'ancienne travailleuse du sexe et de par son implication dans la communauté du sadomasochisme.
Elle est aussi la réalisatrice et coproductrice de The Heart of the Matter, un film documentaire de 60 minutes sur les messages péjoratifs que les étudiantes reçoivent à propos de la sexualité et des maladies sexuellement transmissibles, telles que le SIDA. Le film a remporté le prix de la liberté d'expression du Sundance Film Festival en 1994, et a été présenté à un public national sur PBS,.
Amber Hollibaugh meurt le 20 octobre 2023 à Brooklyn à l'âge de 77 ans.